# Vostok (1819)
La corbeta Vostok (Oriente en ruso) fue el barco de la primera expedición antártica y vuelta al mundo rusa de 1819-1821 bajo el mando de Fabian Gottlieb von Bellingshausen (en la expedición también se encontraba la corbeta Mirni).

## Historial

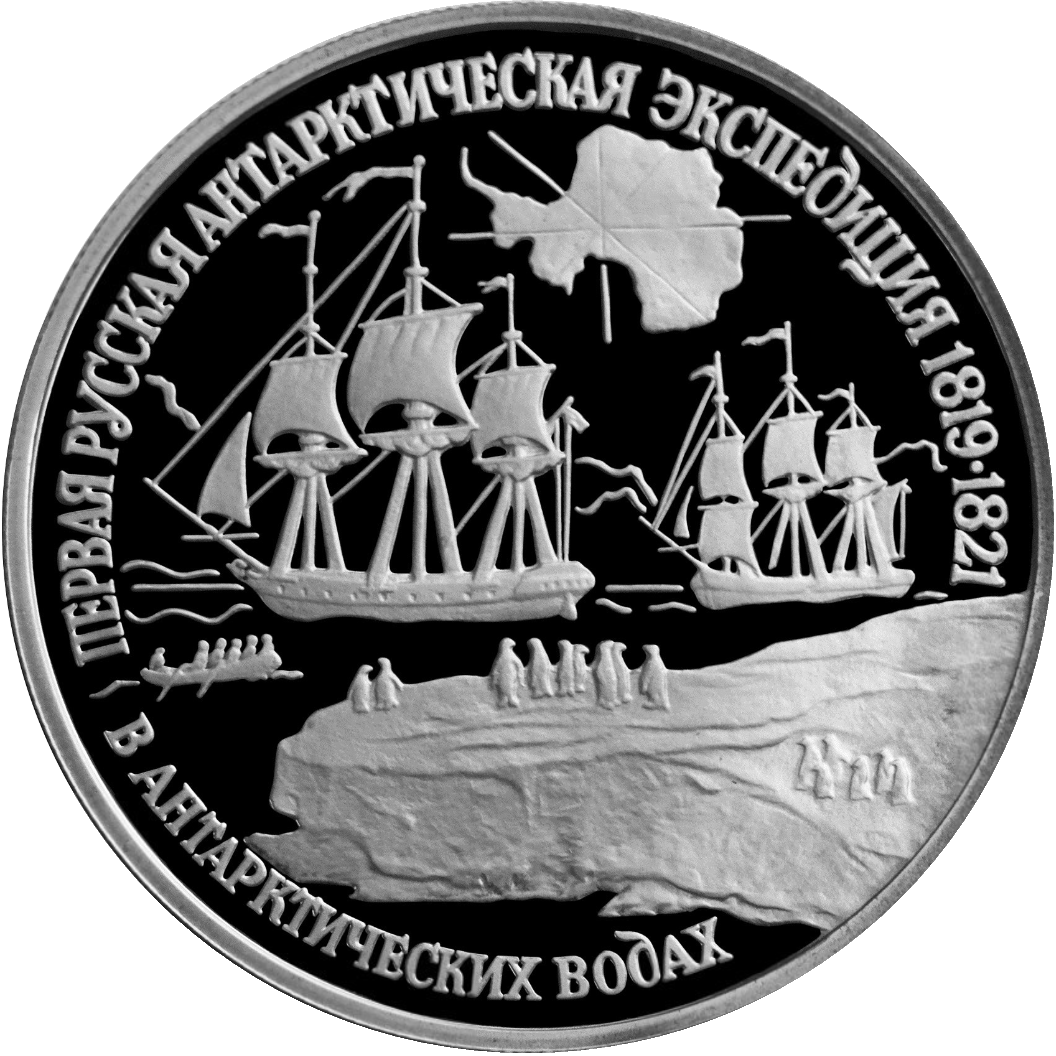
Moneda de platino en la que aparecen la Vostok y la Mirni.

La nave fue botada desde la grada en los astilleros Ójtinski, San Petersburgo, en 1818.
El 14 de julio de 1819, la Vostok, bajo el mando del capitán Bellingshausen, el jefe de la expedición antártica y la Mirny, comandada por el teniente Mijaíl Lázarev, partieron de Kronstadt, y el 28 de enero de 1820, llegaron a las costas de la Antártida. Después de reparaciones varias en Sídney, Australia, estudiaron la zona tropical del océano Pacífico, y el 12 de noviembre de 1820 se dirigieron de nuevo a la Antártida. El 22 de enero de 1821, alcanzaron el punto más al sur: 69°53′S 92°19′O / -69.883, -92.317. El 5 de agosto de 1821, finalizaron su singladura en Kronstadt.
En total, fueron 751 días en los recorrieron unas 49.723 millas (unos 92.300 km). El resultado más importante de la expedición fue el descubrimiento de un sexto continente, la Antártida. Además, un mapa fue levantado y se estudiaron más de 29 islas  en un extenso trabajo oceanográfico. En memoria de este viaje extraordinario en Rusia fue diseñada una medalla conmemorativa.
En 1828, la corbeta Vostok fue dada de baja de la lista de la Armada Imperial Rusa y desguazada.

## Honores
En su honor se nombraron:
- La isla Vostok, del conjunto de las islas de la Línea, pertenecientes a la República de Kiribati, descubierta durante la expedición.
- La isla Vostok, en las islas Sandwich del Sur en el Atlántico Sur.
- El lago Vostok.
- La estación de investigación antártica Vostok.

Además, según la tradición establecida, el nombre de "Vostok" fue trasladado a la nave más grande de investigación de la armada rusa.[cita requerida]
En 1994, el Banco de Rusia en la serie La Primera Expedición Antártica Rusa, emitió una moneda conmemorativa de la corbeta Vostok.